# Abbott (Texas)
Abbott je město v okrese Hill County ve státě Texas ve Spojených státech amerických. K roku 2000 zde žilo 300 obyvatel. S celkovou rozlohou 1,5 km² byla hustota zalidnění 200 obyvatel na km².
Narodil se zde hudebník Willie Nelson.